# Saussurea henryi
Saussurea henryi là một loài thực vật có hoa trong họ Cúc. Loài này được Hemsl. miêu tả khoa học đầu tiên năm 1892.